# Varaj Wikipédia
A varaj Wikipédia (varaj nyelven: ) a Wikipédia projekt varaj nyelvű változata, egy internetes enciklopédia. A varaj Wikipédiának 3 adminja, 62 312 felhasználója van, melyből 85 fő az aktív szerkesztő. A lapok száma (beleértve a szócikkeket, vitalapokat, allapokat és egyéb lapokat is) 2 870 347, a szerkesztések száma pedig 7 701 112.
Bár a felhasználók száma kevés, mégis a 11. legnagyobb Wikipédia. Ezt legfőképp botokkal történő cikkírással érték el.

## Mérföldkövek
- 2005. szeptember 25. – az oldal indulása
- Jelenlegi szócikkek száma: 1 264 207 (2020. április 30.)